# Georgette Coste
Georgette Marie Louise Vénitien, coniugata Coste (Nizza, 3 luglio 1925 – Voinsles, 16 ottobre 2009), è stata una cestista e allenatrice di pallacanestro francese.

## Carriera
Da allenatrice ha condotto la Francia ai Campionati del mondo del 1964 e a quattro edizioni dei Campionati europei (1958, 1962, 1964, 1966).